# Campeonato Mundial de Atletismo de 2007 - 110 m com barreiras masculino
A competição dos 110 metros com barreiras masculino no Campeonato Mundial de Atletismo de 2007 foi realizada no Estádio Nagai, em Osaka, no Japão, entre os dias 29  a 31 de agosto de 2007.

## Recordes
Antes desta competição, os recordes mundiais e do campeonato nesta prova eram os seguintes:
| Tipo                  | Atleta        | Tempo | Local     | Data                 |
| --------------------- | ------------- | ----- | --------- | -------------------- |
|                       | Liu Xiang     | 12.88 | Lausanne  | 11 de julho de 2006  |
| Recorde do campeonato | Colin Jackson | 12.91 | Stuttgart | 20 de agosto de 1993 |

## Medalhistas
| Ouro            | Prata                   | Bronze            |
| Liu Xiang (CHN) | Terrence Trammell (USA) | David Payne (USA) |

## Calendário
Todos os horários estão no horário local (UTC+9)
| Data         | Horário | Fase          |
| ------------ | ------- | ------------- |
| 29 de agosto | 11:40   | Eliminatórias |
| 30 de agosto | 21:30   | Semifinal     |
| 31 de agosto | 22:20   | Final         |

## Resultados

### Eliminatórias
Qualificação: Os 3 primeiros de cada bateria (Q) e os 9 melhores tempos (q) avançam para as semifinais.
| Pos. | Bateria | Atleta                       | Nacionalidade  | Tempo   | Notas                |
| ---- | ------- | ---------------------------- | -------------- | ------- | -------------------- |
| 1    | 5       | Shi Dongpeng                 | China          | 13.22   | Q,                   |
| 2    | 5       | David Payne                  | Estados Unidos | 13.27   | Q                    |
| 3    | 5       | Andy Turner                  | Grã-Bretanha   | 13.27   | Q,                   |
| 4    | 2       | Liu Xiang                    | China          | 13.36   | Q                    |
| 5    | 3       | Staņislavs Olijars           | Letônia        | 13.38   | Q,                   |
| 6    | 2       | Jackson Quiñónez             | Espanha        | 13.39   | Q                    |
| 7    | 1       | Terrence Trammell            | Estados Unidos | 13.40   | Q                    |
| 8    | 4       | Dayron Robles                | Cuba           | 13.41   | Q                    |
| 9    | 3       | Yoel Hernández               | Cuba           | 13.46   | Q                    |
| 10   | 2       | Maurice Wignall              | Jamaica        | 13.47   | Q,                   |
| 11   | 1       | Gregory Sedoc                | Países Baixos  | 13.48   | Q                    |
| 12   | 1       | Robert Kronberg              | Suécia         | 13.51   | Q,                   |
| 13   | 2       | Serhiy Demydyuk              | Ucrânia        | 13.53   | q                    |
| 14   | 3       | Masato Naito                 | Japão          | 13.54   | Q                    |
| 15   | 1       | Xing Yanan                   | China          | 13.56   | q                    |
| 16   | 1       | Thomas Blaschek              | Alemanha       | 13.56   | q                    |
| 17   | 2       | Anselmo da Silva             | Brasil         | 13.58   | q                    |
| 18   | 4       | Ladji Doucouré               | França         | 13.61   | Q                    |
| 19   | 4       | Tasuku Tanonaka              | Japão          | 13.61   | Q                    |
| 20   | 4       | Adrien Deghelt               | Bélgica        | 13.61   | q                    |
| 21   | 4       | Jared MacLeod                | Canadá         | 13.61   | q                    |
| 22   | 3       | Ryan Brathwaite              | Barbados       | 13.62   | q                    |
| 23   | 5       | Dudley Dorival               | Haiti          | 13.63   | q,                   |
| 24   | 3       | David Oliver                 | Estados Unidos | 13.66   | q                    |
| 25   | 3       | Mohamed Issa Al-Thawadi      | Catar          | 13.67   |                      |
| 26   | 5       | Andreas Kundert              | Suíça          | 13.68   |                      |
| 27   | 5       | Shamar Sands                 | Bahamas        | 13.72   |                      |
| 28   | 1       | Konstadinos Douvalidis       | Grécia         | 13.74   |                      |
| 29   | 5       | Damjan Zlatnar               | Eslovênia      | 13.77   |                      |
| 30   | 2       | Selim Nurudeen               | Nigéria        | 13.78   |                      |
| 31   | 4       | Shaun Bownes                 | África do Sul  | 13.81   |                      |
| 32   | 4       | David Ilariani               | Geórgia        | 13.82   |                      |
| 33   | 3       | Joseph-Berlioz Randriamihaja | Madagáscar     | 13.83   |                      |
| 34   | 4       | Igor Peremota                | Rússia         | 13.84   |                      |
| 34   | 5       | Bano Traoré                  | França         | 13.84   |                      |
| 36   | 1       | Éder Antonio Souza           | Brasil         | 13.86   |                      |
| 37   | 2       | Kenji Yahata                 | Japão          | 13.92   |                      |
| 38   | 1       | Tarmo Jallai                 | Estónia        | 14.16   | Recorde da temporada |
| 39   | 2       | Abdul Hakeem Abdul Halim     | Singapura      | 14.94   |                      |
| 99 ! | 3       | Felipe Vivancos              | Espanha        | 99.99 ! | DSQ                  |

### Semifinal
Qualificação: Os 2 primeiros de cada bateria (Q) e os 2 melhores tempos (q) avançam para as finais.
| Pos. | Bateria | Atleta             | Nacionalidade  | Tempo | Notas |
| ---- | ------- | ------------------ | -------------- | ----- | ----- |
| 1    | 1       | David Payne        | Estados Unidos | 13.19 | Q     |
| 2    | 3       | Dayron Robles      | Cuba           | 13.21 | Q     |
| 3    | 2       | Terrence Trammell  | Estados Unidos | 13.23 | Q     |
| 4    | 1       | Shi Dongpeng       | China          | 13.24 | Q     |
| 5    | 3       | Liu Xiang          | China          | 13.25 | Q     |
| 6    | 1       | Maurice Wignall    | Jamaica        | 13.29 | q,    |
| 7    | 1       | Jackson Quiñónez   | Espanha        | 13.33 | q,    |
| 8    | 2       | Serhiy Demydyuk    | Ucrânia        | 13.35 | Q     |
| 9    | 2       | Ladji Doucouré     | França         | 13.36 |       |
| 10   | 2       | Yoel Hernández     | Cuba           | 13.37 |       |
| 11   | 3       | Andy Turner        | Grã-Bretanha   | 13.38 |       |
| 12   | 3       | David Oliver       | Estados Unidos | 13.42 |       |
| 13   | 1       | Anselmo da Silva   | Brasil         | 13.53 |       |
| 14   | 1       | Robert Kronberg    | Suécia         | 13.58 |       |
| 14   | 3       | Gregory Sedoc      | Países Baixos  | 13.58 |       |
| 14   | 3       | Masato Naito       | Japão          | 13.58 |       |
| 17   | 2       | Xing Yanan         | China          | 13.59 |       |
| 18   | 2       | Tasuku Tanonaka    | Japão          | 13.62 |       |
| 19   | 3       | Jared MacLeod      | Canadá         | 13.66 |       |
| 20   | 1       | Adrien Deghelt     | Bélgica        | 13.70 |       |
| 21   | 3       | Thomas Blaschek    | Alemanha       | 13.77 |       |
| 22   | 2       | Staņislavs Olijars | Letônia        | 13.78 |       |
| 23   | 1       | Dudley Dorival     | Haiti          | 13.82 |       |
| 24   | 2       | Ryan Brathwaite    | Barbados       | 13.87 |       |

### Final
A final ocorreu dia 31 de agosto às 22:20.
| Pos.              | Atleta            | Nacionalidade  | Tempo | Notas            |
| ----------------- | ----------------- | -------------- | ----- | ---------------- |
| Medalha de ouro   | Liu Xiang         | China          | 12.95 |                  |
| Medalha de prata  | Terrence Trammell | Estados Unidos | 12.99 |                  |
| Medalha de bronze | David Payne       | Estados Unidos | 13.02 | Recorde pessoal  |
| 4                 | Dayron Robles     | Cuba           | 13.15 |                  |
| 5                 | Shi Dongpeng      | China          | 13.19 | Recorde pessoal  |
| 6                 | Serhiy Demydyuk   | Ucrânia        | 13.22 | Recorde nacional |
| 7                 | Jackson Quiñónez  | Espanha        | 13.33 | Recorde nacional |
| 8                 | Maurice Wignall   | Jamaica        | 13.39 |                  |

Legenda
| Recorde mundial       | Recorde mundial (World record)               |                       | Recorde africano                      | Recorde africano (African) |                                           | Q | Classificado por posição (Qualified) |
| Recorde do campeonato | Recorde do campeonato (Championship record)  | Recorde da América    | Recorde da América (Americas)         | q                          | Classificado por melhor tempo (Qualified) |   |                                      |
| Melhor marca do ano   | Melhor marca do ano (World leading)          | Recorde asiático      | Recorde asiático (Asian)              | DNS                        | Não largou (Did not start)                |   |                                      |
| Recorde nacional      | Recorde nacional (National record)           | Recorde europeu       | Recorde europeu (European)            | DNF                        | Não terminou (Did not finish)             |   |                                      |
| Recorde pessoal       | Recorde pessoal do atleta (Personal best)    | Recorde da Oceania    | Recorde da Oceania (Oceania)          | DSQ / DQ                   | Desclassificado (Disqualified)            |   |                                      |
| Recorde da temporada  | Recorde da temporada do atleta (Season best) | Recorde sul-americano | Recorde sul-americano (South America) | NM                         | Sem marca (No mark)                       |   |                                      |